# 馬特奧·普拉提切蒂
馬特奧·普拉提切蒂（義大利語：Matteo Pratichetti；1985年7月27日—）是一位意大利橄欖球運動員。他是意大利國家橄欖球隊的一員，代表意大利參加了2011年世界盃橄欖球賽。